# Aloisio Grimani
Aloisio Grimani († 21. Februar 1620) war ein italienischer Geistlicher.

## Leben
Grimani wurde am 7. Januar 1605 zum Erzbischof von Candia, Kreta, ernannt. Kardinal Giovanni Dolfin, Bischof von Vicenza, weihte ihn am 16. Januar 1605 zum Bischof. Mitkonsekratoren waren Bernardo de Benedictis, Bischof von Castellaneta, und Gregorio Servanzi OP, Bischof von Trevico.